# Какво ще кажат хората
„Какво ще кажат хората“ (на английски: Keeping Up Apperances) е британски комедиен сериал, който е признат от критиците на Острова за една от най-смешните комедии, правени някога във Великобритания. Първото излъчване на поредицата е през 1990 година и всичките ѝ 44 епизода (+ един специален) вървят в продължение на цели 5 години. Комедийният сериал сякаш не е остарял нито ден и е все така актуален, осмивайки всички хора, които прекарват целия си живот в чудене какво мислят хората за тях и стремеж да се представят пред околните в най-добрата си светлина.

## Резюме
Главната героиня Hyacinth Bucket   (Зюмбюл Кофа) е домакиня и съпруга на Ричард Бъкет - общински съветник и кротък човек. 
Освен съпруга си,  Хиацинт има син на име Шеридан, три сестри и татко.
Хиацинт не харесва фамилното си име Bucket (кофа) и категорично отхвърля хората да я наричат Кофа Зюмбюл, затова се представя на всички с фамилия  Bouquet  (букет). Hyacinth Bouquet  (Зюмбюл Букет).
Хиацинт мечтае да бъде дама от висша класа в обществото и всячески се старае да изглежда така в очите на хората.  
Тя винаги се облича подходащо за всякакви случаи с неизменните шапки и ръкавици по подобие на дамите в кралското семейство.   
Хиацинт никога не слуша, когато другите говорят, но желае винаги да е в центъра на вниманието.   
Обучила е Ричард да и отваря вратата на колата , когато тя се качва и слиза, като докато пътува Хиацинт непрестанно напътства съпруга си как да шофира, какво има на пътя и накъде да кара, да завива, дори и самата тя да не знае пътя.  
Синът им Шеридан обикновено звъни на майка си по изискания и бял телефон, само когато му трябват пари, но Хиацинт не спира да го превъзнася пред хората. 
Бащата на Хиацинт - изкуфял с годините човечец постоянно бяга от вкъщи и единствена Хиацинт може да го вразумява. 
Съседката на Хиацинт - Елизабет живее сама, понеже съпругът и работи от дълги години в арабските страни. 
Хиацинт ежедневно кани Елизабет на чай или кафе в точен час и прави забележа ако часът не е спазен. 
Елизабет винаги трепери в присъствието на Хиацинт и се опитва да внимава да не изцапа къщата и, но въпреки това Хиацинт винаги успява да я стресне и Елизабет винаги разлива чашата си преди да е отпила. 
Когато братът на Елизабет - Емет (пианист) се развежда и се настанява у Елизабет Хиацинт първоначално мисли, че Емет е любовник на Елизабет и осъжда неблагоприличие в този квартал. 
Когато научава, че Емет е брат не Елизабет и е музикант, Хиацинт започва да търси поводи за привличане вниманието на Емет, за да оцени той спасобностите на Хиацинт, като певица и щом зърне Емет Хиацинт на мига започва да пее, но Емет не може и да я понася.    
Хиацинт се смята за много известна със своите вечери на свещи и кани на тях всички изтънчени според нея хора. 
Едната сестра на Хиацинт на име Вайлет е омъжена за Брус - богат перко с безброй фетиши.  
Хиацинт обаче винаги представя сестра си Вайълет, като онази с Мерцедеса, вилата в Ибиса и стаята за пони. 
Другите две сестри на Хиацин - Дейзи и Роуз живеят с изкуфелия им баща и съпруга на Дейзи - Онзлоу (Onslow) в обща къща в гетото.  
Роуз е уличница и все се влюбва в женени мъже, а Хиацинт изобщо не харесва как се обличат Роуз и съпругът на Дейзи - Онзлоу, понеже и той винаги се разхожда по потник, мърляв е и колата му е долнопробна. 
Тъй като се срамува от тях, Хиацин никога не ги кани в дома си за да не ги виждат съседите, но за неин "късмет" винаги ги среща в точно най-неподходящия момент. 
Когато позвъни белият и изискан телефон в дома на Хиацин тя винаги смята, че със сигурност е нещо важно и отговаря с думите: "Резидензията на Букет, говори господарката на дома!" 
Хиацинт желае да  получава най-много писма в квартала, да знае от каква крава е млякото, дали са измити бутилките толкова добре, както нейните и винаги отбелязва, че не желае лошо качество да докосва дома и и изискания и порцелан. 
Независимо кой прекрачва прага в дома на Хиацинт, тя задължително го кара да събуе обувките си пред вратата и да ги остави отвън за да не се издраска изисканият и под. 
Пощальонът, млякарят, викарият и всички съседи в квартала, също ненавиждат Хиацинт. 
Всички те винаги се крият от нея и със страх преминават по улицата пред къщата на Хиацинт, но тя от своя страна всеки път ги изненадва.
Съпругът и Ричард, който единствен я изтърпява, постоянно се опитва да я „приземи“ и да я убеди, че нормалният живот също не е лош, но Хиацинт бяга като дявол от тамян при възможността хората да я приемат за просто една обикновена жена на средна възраст.
- Забележка: В редакцията на текста за дублаж на български език, фамилията Bucket (Кофа) е заменена с Buffet (Бюфет) за да се римува с Buket (Букет).

## „Какво ще кажат хората“ В България
В България започва излъчване по GTV през 2007 г. с български дублаж. Повтарян е няколко пъти по GTV и bTV Comedy. Ролите се озвучават от Лидия Вълкова, Адриана Андреева, Стефан Стефанов, Георги Тодоров (заместващ Стефан Стефанов от първи до шести епизод на втори сезон) и Кристиян Фоков.